# 宣武街街道
宣武街街道，是中华人民共和国甘肃省武威市凉州区下辖的一个乡镇级行政单位。凉州区宣武街街道办事处于2015年7月14日设立，中共凉州区宣武街街道工作委员会于2015年10月20日设立。街道辖区面积4.5平方公里，辖区范围东至海藏路，南至祁连大道，西至皇台酒厂、锦绣天成2、3期、市救助站，北至海上街、武安东街、武安西街西段、小沙河中线。

## 行政区划
宣武街街道下辖以下地区：
姑臧社区、惠政社区、银武社区和宋家园社区。